# 艾夫根巴赫河
51°3′41″N 7°8′20.9″E / 51.06139°N 7.139139°E

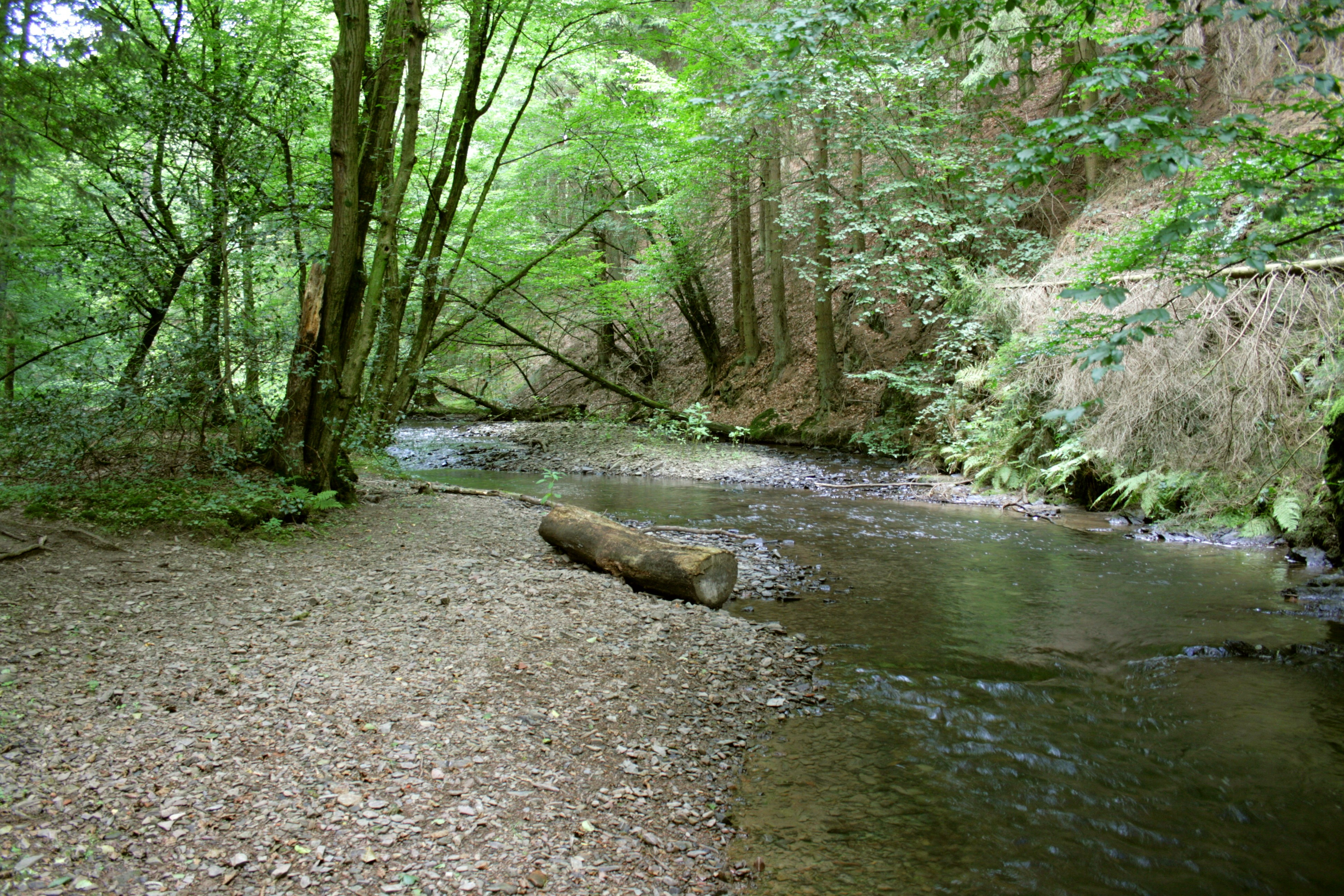

艾夫根巴赫河（德語：Eifgenbach），是德國的河流，位於該國西部，流經北萊茵-威斯特法倫州，屬於丁恩河的右支流，河道全長21公里，流域面積31.5平方公里。